# ゴッド・オブ・ハイスクール
『ゴッド・オブ・ハイスクール』（朝: 갓 오브 하이 스쿨、英:The God Of High School）は、Yongje Parkによる韓国のウェブトゥーン。『NAVER WEBTOON』にて2011年4月8日から連載中。日本でも『LINEマンガ』にて和訳版が2019年から配信開始。
自称最強の高校生である主人公のジン・モリが全世界で最強高校生決定大会「ゴッド・オブ・ハイスクール」に招待され、世界の猛者を相手とし、成長していくといったストーリーが描かれる。

## 登場人物
ジン・モリ(陳毛利)
声 - 橘龍丸、佐藤はな（幼少期）
本作品の主人公。深緑色のサングラスと瞳にある十字マークが特徴の16歳。
祖父からリニューアルテコンドーを学び、それ以来299戦297勝2分という負けなしの戦歴を誇る。とにかく強者との戦いを好む。審判員Rに人生初となる敗北をしたことでゴッド・オブ・ハイスクールの参加を決意する。
ハン・デイ(韓大偉)
声 - 熊谷健太郎
「マッドカウ」の異名を持つ不良。相棒のウ・スンテ(于勝泰)と共に江南一帯をシメていたが、その相棒が難病を患い、治療費の確保のためにいくつものバイトを掛け持ちする日々を送っていたところを審判員に「優勝すればどんな願いも叶えてくれる」と言われ、参加を決意する。
ユ・ミラ(劉美羅)
声 - 大橋彩香
「月光剣法」という流派の第25代目の女の子。見た目はか弱いメガネ少女ではあるが、剣の修行は欠かさずやってきたため腕前は一流。好みのタイプは強く逞しい人だと言うが、それは流派の存続の為の表れである。月光剣法の再興のために参加した。
パク・ムジン(朴武真)
声 - 浪川大輔
GOH運営本部長を務める韓国国会議員。額にある十文字の傷と国会議員らしからぬヤクザみたいな身なりが特徴。人智を越えた力を持ち、未来の大統領候補とも言われている。
カン・マンソク(姜萬石)
声 - 杉田智和
ソウル少年院に服役されている男性。拘束着で両腕が縛られている状態でも戦える実力を持つ。
ペク・スンチョル(白勝哲)
声 - 内田夕夜
膨大な知識とバットと我流の格闘術で戦う頭脳派格闘家。何時如何なる時でも読書を欠かさない。
マ・ミソン(麻美善)
声 - 甲斐田裕子
「不敗のアマゾネスクイーン」の異名を持つ女子プロレスのチャンピオン。
パク・イルピョ(朴一表)
声 - 内山昂輝
テッキョンの使い手。性格は穏やか。
ジェガル・テク(諸葛澤)
声 - 津田健次郎
借力という召喚術で鮫やメガロドンを召喚して戦う男性。イルピョとは因縁がある。
審判員O
声 - 甲斐田ゆき
色黒で銀髪のボブカットの男性審判員。
審判員P
声 - 田野アサミ
群青色のシニヨンの女性審判員。
審判員Q
声 - 浜田賢二
深緑のオールバックで眼鏡をかけた男性審判員。
審判員R
声 - 小林親弘
細目で金髪のセミロングの男性審判員。
実況T / シン・ボンサ
声 - 関智一

## 技
ジン・モリ
鍬の舞

暴れ龍

旋回蹴り・独楽

ジン・モリ オリジナルシリーズ
青龍の脚

双龍の脚

乱炎脚

地崩し

蹴り
3段蹴り

ハン・デイ
極真空手道
第1段 玄武拳

第2段 朱雀脚

第3段 白虎舞

青龍波

ユ・ミラ
月光剣法
第13式 浮流

第14式 ブーメラン

第28式 車流止

第35式 傀儡

無剣流
狂戦士・水道蛇口

手・剣・斬

## ゲーム

### モバイルゲーム
ゴッドオブハイスクール
iOS、Android用ゲーム。2016年8月18日にエヌ・シー・ジャパンよりサービス提供開始。アイテム課金制のソーシャルゲーム。ジャンルは学園頂点バトルRPG。

## テレビアニメ
2020年7月から9月まで『THE GOD OF HIGH SCHOOL ゴッド・オブ・ハイスクール』のタイトルでAT-Xほかにて放送された。

### スタッフ
- 原作 - Yongje Park[3]
- 監督 - 朴性厚[3]
- シリーズ構成 - 吉村清子[3]
- キャラクターデザイン - 秋田学[3]
- 美術監督 - 岩谷邦子[3]、西口早智子[3]
- 色彩設計 - 忽那亜美[3]
- 撮影監督 - 浅川茂輝[3]
- 編集 - 相原聡[3]
- 音楽 - 桶狭間ありさ[3]
- 音響監督 - 小泉紀介[3]
- 音響効果 - 中野勝博[3]
- 音楽プロデューサー - 小林健樹[3]
- アニメーション制作 - MAPPA[3]
- 企画プロデュース - SOLA ENTERTAINMENT[3]
- 製作 - Crunchyroll Production[3]

### 主題歌
「Contradiction feat. Tyler Carter」
KSUKEによるオープニングテーマ。
「WIN」
CIXによるエンディングテーマ。
「It's Your Time」
Chicaによる挿入歌。作詞はYOKI KANESAKAとShayne Holland、作曲・編曲は桶狭間ありさ。

### 各話リスト
| 話数 | サブタイトル    | 脚本     | 絵コンテ      | 演出                 | 作画監督                                                                         | 総作画監督          | 初放送日      |
| ---- | --------------- | -------- | ------------- | -------------------- | -------------------------------------------------------------------------------- | ------------------- | ------------- |
| #01  | set up/stand up | 吉村清子 | 朴性厚        | 朴性厚               | 朴性厚 佐野誉幸 斎藤美香 金濟亨                                                  | 秋田学              | 2020年 7月6日 |
| #02  | renewal/soul    | 村越繁   | 朴性厚        | 赤井方尚             | 赤井方尚 岸香織 張丹妮 高乗陽子 斎藤美香 津幡佳明                                | 秋田学              | 7月13日       |
| #03  | wisdom/kingdom  | 金田一明 | 有澤寛 朴性厚 | 下司泰弘             | 張丹妮 岸香織 高乗陽子 斎藤美香 佐野誉幸 鎌田均                                  | 秋田学              | 7月20日       |
| #04  | marriage/bonds  | 金谷沙織 | 西澤千恵      | 西澤千恵             | 佐野誉幸 高田陽介 伊藤瑞希 津幡佳明                                              | 高原修司 西澤千恵   | 7月27日       |
| #05  | ronde/hound     | 𠮷村清子 | 朴性厚        | 朴性厚               | 秋田学 朴性厚 和田伸一 佐野誉幸                                                  | 秋田学              | 8月3日        |
| #06  | fear/SIX        | 𠮷村清子 | 朴性厚        | 岡本泰知 Park Si-hoo | Song Jin-hee Woo Jin-woo Han Eun-mi Jang Sang-mi Kim Myeong-hui 木村友紀         | 高原修司 石井百合子 | 8月10日       |
| #07  | anima/force     | 金田一明 | 朴性厚        | 赤井方尚             | 赤井方尚 秋田学 佐野誉幸 岸香織 張丹妮 高乗陽子 村長由紀                         | 秋田学              | 8月17日       |
| #08  | close/friend    | 村越繁   | 西澤千恵      | 大槻一恵             | 西澤千恵 伊藤瑞希 本多みゆき 柴田志郎                                            | 石井百合子 高原修司 | 8月24日       |
| #09  | curse/cornered  | 𠮷村清子 | 朴性厚        | 森邦宏               | 和田伸一 高乗陽子 冨永拓生 柴田志郎 本多みゆき 村長由紀 佐野誉幸 王維慶 吉田正幸 | 秋田学              | 8月31日       |
| #10  | oath/meaning    | 金田一明 | 朴性厚        | 朴性厚               | 朴性厚 石井百合子 西澤千恵 佐野誉幸 窪敏 吉田正幸 田中誠輝                       | 秋田学              | 9月7日        |
| #11  | lay/key         | 村越繁   | 下司泰弘      | 下司泰弘             | 柴田志郎 村長由紀 本多みゆき 近藤高光 DR MOVIE 李少雷 劉雲留 無錫極速蜗牛動画    | 秋田学              | 9月14日       |
| #12  | FOX/GOD         | 𠮷村清子 | 朴性厚        | 赤井方尚             | 赤井方尚 高乗陽子 佐野誉幸 冨永拓生 西澤千恵 和田伸一                            | 秋田学              | 9月21日       |
| #13  | GOD/GOD         | 𠮷村清子 | 朴性厚        | 朴性厚               | 佐野誉幸 和田伸一 西澤千恵 赤井方尚 吉田正幸 高乗陽子 かどともあき               | 秋田学              | 9月28日       |

### 放送局
| 放送期間               | 放送時間                     | 放送局   | 対象地域 | 備考                                 |
| ---------------------- | ---------------------------- | -------- | -------- | ------------------------------------ |
| 2020年7月6日 - 9月28日 | 月曜 23:30 - 火曜 0:00       | AT-X     | 日本全域 | CS放送 / リピート放送あり / 字幕放送 |
| 2020年7月7日 - 9月29日 | 火曜 0:00 - 0:30（月曜深夜） | TOKYO MX | 東京都   |                                      |

| 配信開始日   | 配信時間                     | 配信サイト |
| ------------ | ---------------------------- | --- |
| 2020年7月7日 | 火曜 0:00 - 0:30（月曜深夜） | ABEMA |
|              | 火曜 12:00 更新              | dアニメストア U-NEXT アニメ放題 ひかりTV J:COMオンデマンド TELASA TSUTAYA TV Google Play Rakuten TV Amazonプライム・ビデオ ビデオマーケット DMM動画 music.jp GYAO!ストア クランクイン！ビデオ バンダイチャンネル |

海外ではCrunchyrollなどで配信されている。